# Эксперимент (фильм, 2001)
«Экспериме́нт» (нем. Das Experiment) — фильм немецкого режиссёра Оливера Хиршбигеля. 
Фильм отражает многие реальные события Стэндфордского тюремного эксперимента О.Зимбардо, с добавлением сексуальных сцен и крови для усиления психологического воздействия на зрителя. Расхождения особенно разительны в развязке фильма.

## Сюжет
Анонс в газете предлагает 4000 немецких марок за участие в психологическом эксперименте, в котором моделируется тюрьма. Таксист Тарек Фахд, который раньше работал журналистом, соглашается, видя в эксперименте шанс на интересный репортаж.
20 добровольцев в случайном порядке делят на две группы — 8 надзирателей и 12 заключённых. Группа учёных через видеокамеры постоянно наблюдает за ними. Заключённые лишаются некоторых основных прав, а надзиратели должны работать согласно некоторому регламенту.
В начале эксперимента все участники позитивно настроены. Обстановка быстро меняется, когда Тарек начинает провоцировать надзирателей нарушением дисциплины и неповиновением. Психологическое напряжение быстро нарастает. Скоро становится ясно, что первоначальное сопротивление ради забавы превращается в серьёзную проблему. Дабы сохранить авторитет, охранники прибегают к различным унижениям и наказаниям заключённых.
Фильм наглядно демонстрирует, что в экстремальных ситуациях люди могут вести себя жестоко, проявляя садистские наклонности, унижая и оскорбляя тех, кто волею судьбы подчинён им. Вместе с психологической нагрузкой возрастает и агрессивный потенциал. Миролюбивые люди, начавшие эксперимент в спокойной обстановке, в короткое время развивают готовность к насилию, которая, по распространённому мнению, свойственна только преступникам. Но как только исчезают внешние барьеры и даётся по сути неограниченная власть над людьми, многие проявляют свою истинную сущность.
По результатам прерванного эксперимента двое человек погибли, трое получили серьёзные ранения, на двоих человек было заведено уголовное дело, многим участникам были нанесены тяжёлые психологические травмы.

## В ролях
| Актёр               | Роль                |
| ------------------- | ------------------- |
| Мориц Бляйбтрой     | Тарек Фахд (№ 77)   |
| Юстус фон Донаньи   | охранник            |
| Андреа Завацки      | доктор Ютта Гримм   |
| Оливер Стоковски    | Шютте (№ 82)        |
| Кристиан Беркель    | Штейнхофф (№ 38)    |
| Тимо Диркес         | охранник            |
| Эдгар Зельге        | профессор Клаус Тон |
| Маррен Эггерт       | Дора                |
| Вотан Вильке Мёринг | Джо Майер Nr 69     |

## Награды
Европейская киноакадемия, 2001 год:
- Лучший фильм
- Приз зрительских симпатий за лучшую мужскую роль (Мориц Бляйбтрой)
- Приз зрительских симпатий за лучшую работу режиссёра (Оливер Хиршбигель)

3 национальных киноприза «Лола»:
- за главную роль (Мориц Бляйбтрой, также за участие в фильме «В июле»)
- второстепенную роль (Юстус фон Донаньи)
- мужские роли, за работу художников (Андреа Кесслер / Andrea Kessler, Ули Ханиш / Uli Hanisch)

1. Премия немецкой публики за лучший фильм
2. Приз «Немецкая камера» за монтаж (Ханс Функ / Hans Funck),
3. Премия за режиссуру на МКФ в Монреале в 2001 году,
4. Приз за сценарий на МКФ в Порту в 2002 году,
5. Премия публики на МКФ в Стамбуле в 2002 году.

Soundtrack
Track listing
| No. | Title                    | Performing artist       |
| --- | ------------------------ | ----------------------- |
| 1.  | Wouldn't It Be Nice      | Brian Wilson            |
| 2.  | One Step Closer          | Linkin Park             |
| 3.  | Wouldn't It Be Nice      | The Beach Boys          |
| 4.  | Be Bop A Lula            | Gene Vincent, Tex Davis |
| 5.  | Are You Lonesome Tonight | Roy Turk, Lou Handman   |